# Mohammad Mirmohammadi
Seyyed Mohammad Mirmohammadi (tiếng Ba Tư: سید محمد میرمحمدی‎; 1948 – 2 tháng 3 năm 2020) là một chính trị gia người Iran, người từng là cố vấn cao cấp của Lãnh tụ tối cao Iran Ayatollah Ali Khamenei và là thành viên của Hội đồng Lợi ích. Ông cũng là đại diện của Qom tại Quốc hội Iran nhiệm kỳ thứ 6 và 7, thành viên của Hội đồng Trung ương Đảng Cộng hòa Hồi giáo, phó tổng thư ký Đảng Văn minh Hồi giáo, tổng tham mưu trưởng trong các nhiệm kỳ của Ayatollah Ali Khamenei và Akbar Hashemi Rafsanjani.

## Đầu đời
Mohammad Mirmohammadi sinh năm 1949 tại Qom, Iran. Ông là cháu trai của Đại giáo sĩ Mousa Shubairi Zanjani.

## Sự nghiệp
Ông được lãnh tụ tối cao Iran Ali Khamenei bổ nhiệm làm thành viên của Hội đồng Nhận định Nhanh kể từ tháng 8 năm 2017.

## Qua đời
Ông qua đời ngày 2 tháng 3 năm 2020 vào đêm trước ngày sinh nhật lần thứ 71 vì nhiễm Covid-19 khiến ông trở thành quan chức cao cấp nhất của Iran tử vong bởi loại virus này. Mẹ ông trước đó cũng được cho là qua đời vì loại virus này tại quê nhà Qom.